# Sultan (häst)
Sultan, född 1816, död okänt år, var ett engelskt fullblod, mest känd för att ha blivit en framgångsrik och viktig avelshingst. Han blev utsedd till ledande avelshingst i Storbritannien och Irland sex gånger (1832–1837).

## Karriär
Sultan var en brun hingst efter Selim och under Bacchante (efter Williamson's Ditto). Han föddes upp av Mr. Crockford och ägdes av denne fram till han var sju år, då han ägdes av Brownlow Cecil, 2nd Marquess of Exeter.
Sultan segrade under sin tävlingskarriär 14 gånger. Som tvååring kom han på tredje plats i July Stakes och på andra plats i Derby Stakes, där han blev slagen av Tiresias. Han var en av favoriterna för att segra i St Leger Stakes, men blev skadad i ett träningpass samma dag som löpet skulle ridas. Som fyraåring kom han på andra plats i Port Stakes. Som femåring segrade han i Gold Cup på Newmarket Racecourse. Som sexåring slog han Derbyvinnaren Gustavus i ett matchrace.
Som sjuåring köptes han av Lord Exeter, och segrade i Trial Stakes för andra gången.

### Som avelshingst
Sultan avslutade sin tävlingskarriär för att istället vara verksam som avelshingst på Lord Exeters stuteri i Burghley. Han blev den ledande avelshingsten i Storbritannien och Irland sex år i rad (1832–1837).
| Född | Namn          | Kön    | Större segrar/utmärkelser        |
| ---- | ------------- | ------ | -------------------------------- |
| 1829 | Galata        | Sto    | 1000 Guineas Stakes, Epsom Oaks  |
| 1831 | Glencoe I     | Hingst | 2000 Guineas Stakes              |
| 1833 | Bay Middleton | Hingst | 2000 Guineas Stakes, Epsom Derby |
| 1833 | Destiny       | Sto    | 1000 Guineas Stakes              |
|      | Achmet        | -      | 2000 Guineas Stakes              |
|      | Green Mantle  | Sto    | Epsom Oaks                       |
|      | Augustus      | Hingst | 2000 Guineas Stakes              |
|      | Ibrahim       | Hingst | 2000 Guineas Stakes              |

## Stamtavla
| Efter Selim 1802     | Buzzard 1787            | Woodpecker            | Herod*              |
| Efter Selim 1802     | Buzzard 1787            | Woodpecker            | Miss Ramsden        |
| Efter Selim 1802     | Buzzard 1787            | Misfortune            | Dux                 |
| Efter Selim 1802     | Buzzard 1787            | Misfortune            | Curiosity           |
| Efter Selim 1802     | Alexander mare 1790     | Alexander             | Eclipse*            |
| Efter Selim 1802     | Alexander mare 1790     | Alexander             | Grecian Princess    |
| Efter Selim 1802     | Alexander mare 1790     | Highflyer mare (1780) | Highflyer*          |
| Efter Selim 1802     | Alexander mare 1790     | Highflyer mare (1780) | Alfred mare (1775)  |
| Undan Bacchante 1809 | Williamson's Ditto 1800 | Sir Peter Teazle      | Highflyer*          |
| Undan Bacchante 1809 | Williamson's Ditto 1800 | Sir Peter Teazle      | Papillon            |
| Undan Bacchante 1809 | Williamson's Ditto 1800 | Arethusa              | Dungannon           |
| Undan Bacchante 1809 | Williamson's Ditto 1800 | Arethusa              | Prophet mare (1777) |
| Undan Bacchante 1809 | Mercury mare 1791       | Mercury               | Eclipse*            |
| Undan Bacchante 1809 | Mercury mare 1791       | Mercury               | Tartar mare (1757)  |
| Undan Bacchante 1809 | Mercury mare 1791       | Herod mare (1776)     | Herod*              |
| Undan Bacchante 1809 | Mercury mare 1791       | Herod mare (1776)     | Folly (Family: 8-b) |